# 春日豊
春日 豊（かすが ゆたか、1947年 - ）は、日本史学者・経済学者。専門は日本経済史。名古屋大学名誉教授。

## 人物・経歴
長野県上伊那郡高遠町（現伊那市）生まれ。東京都立小石川高等学校を経て、1971年一橋大学社会学部卒業。1973年一橋大学大学院経済学研究科修士課程経済史及経済政策専攻修了、1976年一橋大学大学院経済学研究科博士後期課程経済史及経済政策専攻単位取得満期退学。永原慶二ゼミ出身。
大学院在学中の1975年から財団法人三井文庫研究員を務め、1988年から名古屋大学教養部助教授。1996年名古屋大学大学院人間情報学研究科教授、2003年名古屋大学大学院文学研究科人文学専攻教授、2012年名古屋大学名誉教授。この間、歴史学研究会委員、政治経済学・経済史学会理事、田無市史編集専門委員会委員、新修名古屋市史専門委員、愛知県史近代産業経済史部会長等も務めた。

## 主な著書
- 『経済構想 (日本近代思想大系）』（中村政則,石井寛治と共著）岩波書店 1988年
- 『三井事業史 本篇 第 3 巻中』三井文庫 1994年
- 『岩波講座 日本通史〈第17巻〉近代(2) 』（大江志乃夫, 山室信一, 稲田雅洋, 吉田裕と共著）岩波書店; 第2刷版 1994年
- 『現代日本経済史 (有斐閣Sシリーズ)』（森武麿, 西成田豊, 伊藤正直, 浅井良夫と共著）有斐閣; 新版 2002年
- 『帝国日本と財閥商社 -恐慌・戦争下の三井物産-』名古屋大学出版会 2010年